# Yedikule Gençlik SK
Yedikule Gençlik SK ist ein türkischer Fußballverein aus Fatih, einer Stadt in der Provinz Istanbul.

## Geschichte

### Gründung und frühe Jahre
Yedikule Gençlik SK wurde 1944 gegründet, in der Saison 1969/70 spielte der Verein in der 3. Lig und erreichte den 13. Platz. In der Saison 1973/74 belegte man den letzten Platz (21. Platz) und musste absteigen. 1982/83 spielte der Verein in der 2. Futbol Lig, dem Vorgänger der TFF 1. Lig. Dort belegten sie am Ende der Saison den 14. Platz und mussten absteigen. Die Saison 1982/83 ist bisher die einzige Saison, in der Yedikule in der 2. Liga gespielt hat. Anschließend spielte der Verein noch weitere Jahre mit mäßigem Erfolg in der 3. Lig, in der Saison 1988/89 musste man als letzter Platz absteigen.

### Seit 2010
Mittlerweile spielt Yedikule in den regionalen Amateurligen Istanbuls, in der Saison 2013/14 belegte der Verein in der Istanbul 1. Amatör Lig den 9. von elf möglichen Plätzen und hatte 20 Punkte. Dem Abstieg konnte man knapp entgehen, da Abide-i Hürriyet zwar dieselbe Punktzahl, aber die deutlich schlechtere Tordifferenz hatte.